# 1725 CrAO
Az 1725 CrAO (ideiglenes jelöléssel 1930 SK) a Naprendszer kisbolygóövében található aszteroida. Grigorij Neujmin fedezte fel 1930. szeptember 20-án.